# Anaeromusa
Anaeromusa es un género de bacterias gram-negativas y anaeróbias obligatorias de la familia de Sporomusaceae, con una especie conocida (Anaeromusa acidaminophilia).

## Otras lecturas
- Baena, S.; Fardeau, M.-L.; Woo, T. H. S.; Ollivier, B.; Labat, M.; Patel, B. K. C. (1 de julio de 1999). «Phylogenetic relationships of three amino-acid-utilizing anaerobes, Selenomonas acidaminovorans, Selenomonas acidaminophila and Eubacterium acidaminophilum, as inferred from partial 16S rDNA nucleotide sequences and proposal of Thermanaerovibrio acidaminovorans gen. nov., comb. nov. and Anaeromusa acidaminophila gen. nov., comb. nov.». International Journal of Systematic Bacteriology 49 (3): 969-974. PMID 10425752. doi:10.1099/00207713-49-3-969.
- Bahl, ed. by H.; Dürre, P. (2001). Clostridia : biotechnology and medical applications. Weinheim [u.a.]: WILEY-VCH. ISBN 3-527-30175-5.

- Datos: Q19653364
- Especies: Anaeromusa